# Amalgam Comics

Cosplay de Dark Claw, un amalgam de Batman et Wolverine

Amalgam est le nom désignant deux séries de one-shots, publiés à l'occasion des crossovers DC vs. Marvel, paru entre DC Comics et Marvel Comics.
Les deux vagues de titres Amalgam comprenaient chacune douze numéros, répartis de manière égale entre les deux éditeurs.
Les épisodes mettaient en scène des fusions entre les personnages des deux éditeurs, replacés dans le contexte de continuités imaginaires.

## Épisodes

### 1revague
La 1re vague est sortie en avril 1996 :
- Amazon #1	(John Byrne), fusion entre Wonder Woman (DC) et Tornade (Marvel).
- Assassins #1 (D.G. Chichester / Scott McDaniel), fusion entre les univers de Batman et de Daredevil. Les deux héroïnes, Catsai et Dare, sont issues des fusions respectives de Catwoman (DC) et Elektra (Marvel), et de Daredevil (Marvel) et Deathstroke (DC). Leur ennemi Big Question est une fusion de Riddler (DC) et du Caïd (Marvel).
- Bruce Wayne: Agent of S.H.I.E.L.D. #1 (Chuck Dixon / Cary Nord), fusion entre l'univers de Batman (DC) et celui de Nick Fury (Marvel). Bruce Wayne est ici le directeur du SHIELD.
- Bullet And Bracelets #1 (John Ostrander / Gary Frank), la dernière aventure de Diana Prince (DC) avec Trevor Castle (fusion de Steve Trevor de DC et du Punisher de Marvel) sur Apokolips, planète dirigée par Thanoseid (fusion du Thanos de Marvel et du Darkseid de DC).
- Dr StrangeFate #1	(Ron Marz / Jose Luis Garcia-Lopez), fusion entre le Docteur Strange (Marvel) et le Docteur Fate (DC). L'homme sous le casque du Dr Strangefate n'est autre que Charles Xavier (Marvel).
- JLX #1 (Gerard Jones et Mark Waid / Howard Porter), fusion entre la JLA (DC) et les X-Men (Marvel).
- Legends Of The Dark Claw #1 (Larry Hama / Jim Balent), fusion entre Batman (DC) et Wolverine (Marvel).
- Magneto And The Magnetic Men #1 (Gerard Jones et Mark Waid / Jeff Matsuda), fusion entre la Confrérie des Mauvais Mutants de Magnéto (Marvel) et les Metal Men (DC).
- Speed Demon #1 (Howard Mackie et James Felder / Salvador Larroca), fusion entre Ghost Rider (Marvel), Flash et Etrigan (DC).
- Spider-Boy #1 (Karl Kesel / Mike Wieringo), fusion entre Superboy (DC) et Ben Reilly (Marvel).
- Super-Soldier #1 (Mark Waid / Dave Gibbons), fusion entre Captain America (Marvel) et Superman (DC).
- X-Patrol #1 (Karl Kesel et Barbara Kesel / Roger Cruz), fusion de la Doom Patrol (DC) et de différents personnages Marvel, venus entre autres de la série X-Force.

### Seconde vague
La seconde vague est sortie en juin 1997 :
- Bat-Thing #1 (Larry Hama / Rodolfo Damaggio), fusion de Man-Bat (DC) et de l'Homme-Chose (Marvel).
- Challengers Of The Fantastic #1 (Karl Kesel / Tom Grummett), fusion des Fantastic Four (Marvel) et des Challengers of the Unknown (DC).
- Dark Claw Adventures #1 (Ty Templeton), fusion version dessin animé entre Batman (DC) et Wolverine (Marvel).
- Exciting X-Patrol #1 (Barbara Kesel / Bryan Hitch), fusion de la Doom Patrol (DC) et de différents personnages mutants de Marvel.
- Generation Hex #1	(Peter Milligan / Adam Pollina), fusion entre Generation X  (Marvel) et l'univers western de Jonah Hex (DC).
- Iron Lantern #1 (Kurt Busiek / Paul Smith), fusion entre Iron Man (Marvel) et Green Lantern (DC).
- JLX Unleashed #1 (Christopher Priest / Oscar Jimenez), fusion entre la JLA (DC) et les X-Men (Marvel).
- Lobo The Duck #1	(Alan Grant / Val Semeiks), fusion entre Lobo (DC) et Howard the Duck (Marvel).
- Magnetic Men Featuring Magneto #1	(Tom Peyer / Barry Kitson), fusion entre la Confrérie des Mauvais Mutants de Magnéto (Marvel) et les Metal Men (DC).
- Spider-Boy Team-Up #1 (Roger Stern et Karl Kesel / Ladronn), fusion entre Superboy (DC) et Spider-Man (Marvel), accompagnée de la fusion entre la Légion des Super-Héros (DC) et différentes super-équipes de Marvel.
- Super-Soldier : Man Of War #1 (Mark Waid et Dave Gibbons / Dave Gibbons), fusion entre Captain America (Marvel) et Superman (DC).
- Thorion Of The New Asgods #1 (Keith Giffen / John Romita Jr.), fusion entre Thor (Marvel) et Orion des New Gods (DC).

## Publication
La première vague fut entièrement traduite en France dans les numéros 3 à 8 de la revue DC versus Marvel de Semic en 1997.
La seconde vague fut publiée, pour la moitié dont les droits appartiennent à DC, dans les numéros 12 à 14 de la revue DC Versus Marvel, et, pour la moitié appartenant à Marvel, dans les numéros 9 et 10 de la revue Marvel Crossover de Panini.

## Articles annexes
- DC vs. Marvel